# 犀照
犀照是中國古代傳說，古人認為犀牛角能避邪，淮南子說，將犀牛角放在洞中，狐狸就不敢回洞，用來比喻人對事物有卓越見識，洞若觀火，典故出自唐朝編寫的史書《晉書》第六十七卷「溫嶠傳」中所記載的一段史料。後來科幻小說家倪匡以此段筆記小說為題材，創作了衛斯理故事《犀照》。2006年香港導演林健龍拍攝了電影《犀照》。雖然標題雷同，電影故事卻是以倩女離魂為藍本，描述離魂狀態的男主角跟他的遭遇，他和他的妻子陰陽分隔卻情意纏綿，是一個帶有靈異色彩的故事。

## 史料
《晉書》講述晉朝名仕溫嶠在武昌周旋，於牛渚磯見水深難測，而世代也有說水下多怪物，溫嶠便將犀牛角燃燒照明；不久，在照進水中的火光裡，隱約出現一些水中生物，形狀怪異，甚至看到有穿赤衣、乘馬車的人出現。當晚，溫嶠在夢中看到有人甚為厭惡地對他說：「我與先生人鬼不同路，為何照我呢？」。而未知是否真的因靈界作祟，有齒疾的溫嶠在拔牙後，因而中風，不久便逝世了。
所以相傳燃點犀牛角，可目睹靈界異象。而「犀照」一詞後來亦用來比喻洞燭幽微，明察事理之意。